# Joseph Maria Christen

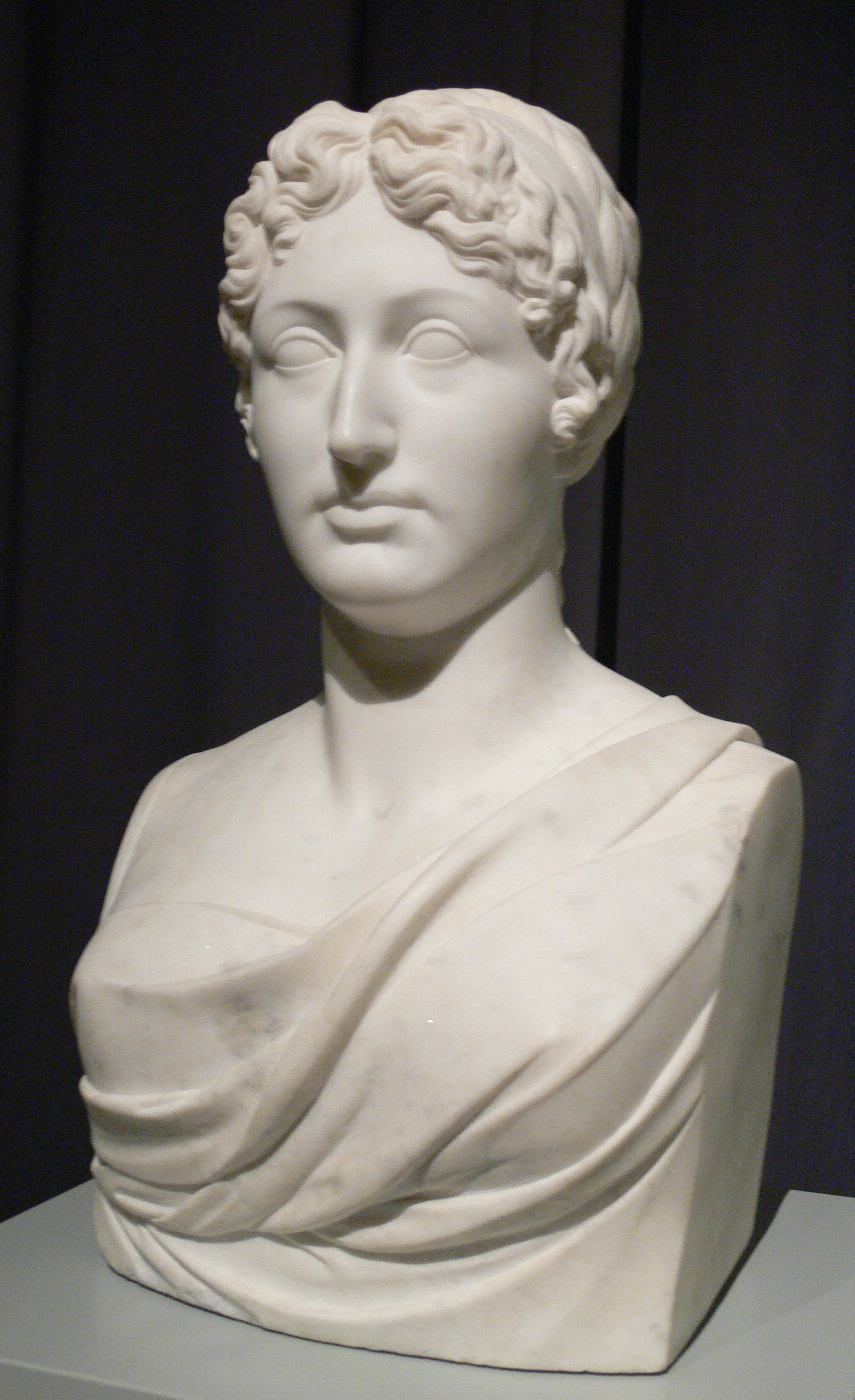
Joseph Maria Christen: Büste der Gräfin Ernestine von Montgelas (Ehefrau des Grafen Maximilian von Montgelas), 1822, Bayerisches Nationalmuseum

Joseph Anton Maria Christen (getauft am 22. Februar 1767 in Buochs; † 30. März 1838 auf dem Schloss Thorberg) war ein Schweizer Bildhauer. Als Vertreter des Klassizismus wurde er vor allem für seine Porträtbüsten bekannt, schuf aber auch figürliche Werke.

## Biografie
Christen wuchs in einfachsten Verhältnissen auf. Sein Vater Johann Jakob Walter Laurenz Christen war Hirte, Bildschnitzer und Maler von Heiligenbildern («Helgen»). Dem Sohn blieb eine Schulausbildung verwehrt, schon als Kind musste er Erwerbsarbeit verrichten. 1785 ging Christen nach Luzern an die Zeichenschule des Porträtmalers Johann Melchior Wyrsch, nebenbei besuchte er auch eine Holzschnitzerklasse. Künstlerisches Talent zeigte er besonders bei der Erschaffung von Büsten. 1788 reiste er nach Rom, wo der Bildhauer Alexander Trippel wirkte. Von ihm liess er sich in die klassizistische Kunstrichtung einführen. In Trippels Atelier machte Christen die Bekanntschaft mit zahlreichen anderen Künstlern. Der Maler und Kunstschriftsteller Johann Heinrich Meyer vermittelte ihm die theoretischen Grundlagen des Klassizismus.
1791 lebte Christen in Zürich, wo die Witwe Salomon Gessners ihn protegierte. Dort gehörten u. a. Martin von Muralt und Heinrich Keller zu seinen Schülern. Prominente Personen wie Johann Rudolf Burckhardt begannen seine Werke zu sammeln. 1792 versuchte Christen in Stans eine Künstlerakademie aufzubauen, erfuhr aber wegen seines protestantischen Freundeskreises viele Anfeindungen aus katholisch-konservativen Kreisen und siedelte deshalb nach Luzern über. 1796 trat er der Helvetischen Gesellschaft bei, der er schon lange nahegestanden hatte. Der endgültige Bruch mit seiner Heimat folgte 1798, als er Rosine Scheuermann, eine Protestantin aus Aarburg, heiratete (ohne kirchliche Dispens und nur mit Erlaubnis des helvetischen Senats). Der Kanton Nidwalden erkannte seine Kinder (darunter den späteren Bildhauer Raphael Christen) nicht an, weshalb sie armenrechtlich gesehen heimatlos waren – bis er 1819 durch die Vermittlung von Heinrich Zschokke das Bürgerrecht von Aarau erhielt.

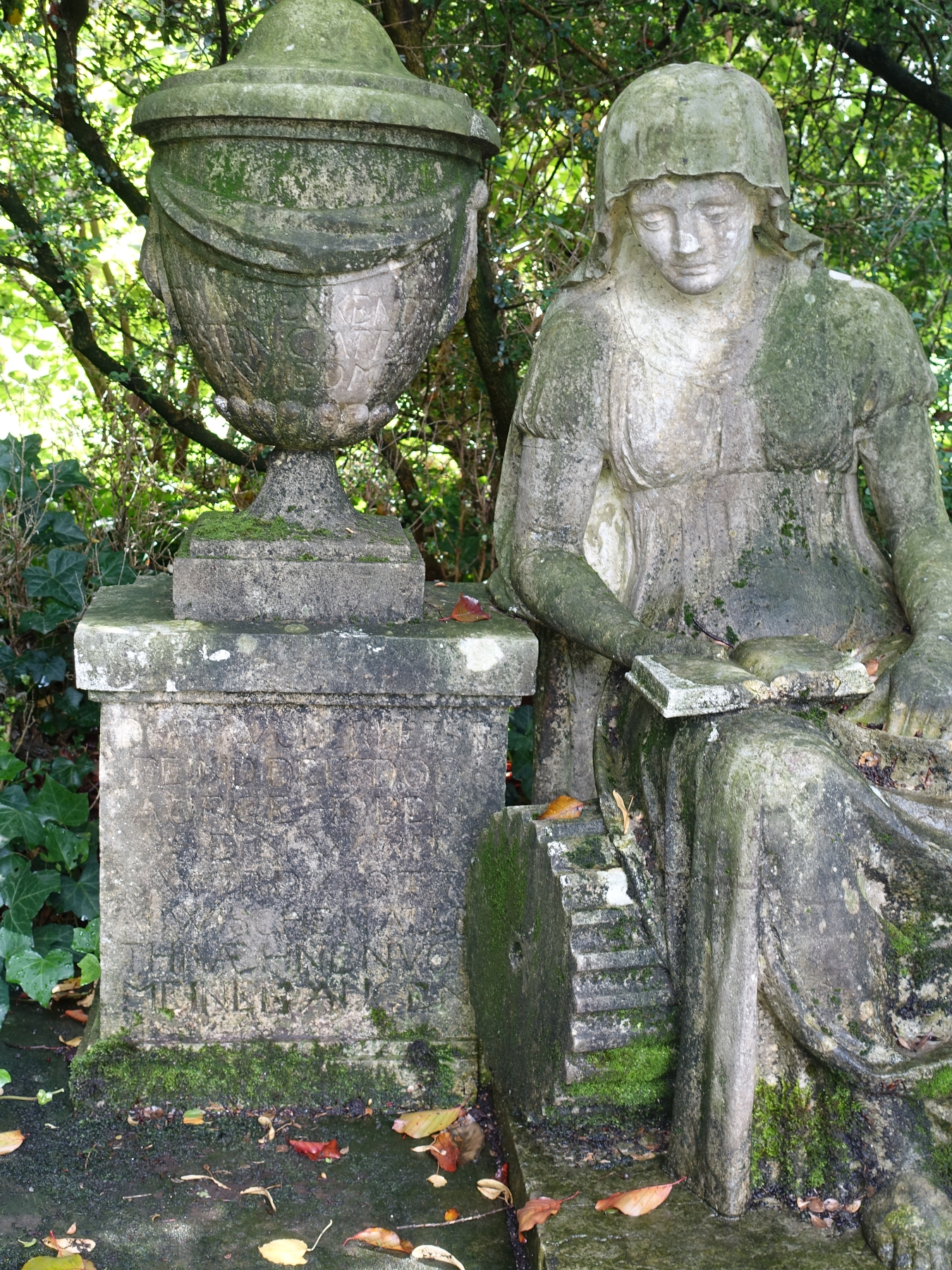
Grab Denkmal für Leonhard Heusler-Mitz (1754–1807) Wettsteinpark, Riehen

Christen war ruhelos, es zog ihn von einem Ort zum anderen. Er hielt sich abwechselnd in Bern, Luzern, Aarau und Basel auf, je nach Auftragseingang. Schliesslich liess er sich in Basel nieder, wo er bis 1817 lebte. Von zahlreichen Persönlichkeiten fertigte er Büsten an, darunter von Frédéric-César de La Harpe, Heinrich Zschokke, Johannes Herzog und Ernst August Evers. Als Hauptwerk seiner Basler Phase gilt das aus Kalkstein gefertigte, streng klassizistische Denkmal für Esther Forcart-Weiss. Vermutlich schuf Christen auch das in der Wettsteinanlage in Riehen stehende Grabdenkmal für Leonhard Heusler (1754–1807).
Im Jahr 1805 wollte sich Napoleon Bonaparte zum König der Lombardei krönen lassen. Christen begab sich nach Mailand und konnte den französischen Kaiser zu einigen Porträtsitzungen bewegen. Die daraufhin entstandene Hermenbüste Napoleons machte ihn auch in Frankreich weit herum bekannt, für mehrere französische Städte und auch für Kopenhagen konnte er davon Kopien anfertigen.
1808 erkundigte sich der bayrische König Ludwig I. bei Johannes von Müller nach einem fähigen Bildhauer, der geeignet sei, Porträtbüsten Schweizer Persönlichkeiten für die geplante Walhalla anzufertigen. Ludwig besuchte Christen in Basel und erteilte ihn daraufhin mehrere Aufträge, darunter Darstellungen von Johann Heinrich Pestalozzi, Gottlieb Konrad Pfeffel und Alois von Reding. Einige Jahre später fiel er jedoch bei Ludwig in Ungnade, weshalb er seinen Plan, sich in München niederzulassen, aufgab. Stattdessen porträtierte er berühmte Durchreisende, darunter den russischen Zaren Alexander I. und die ehemalige französische Kaiserin Marie-Louise. 1815 reiste Christen an den Wiener Kongress, wo er von zahlreichen dort Anwesenden Büsten oder Porträtmedaillons schuf. Nach 1819 hielt er sich vor allem in Deutschland auf, u. a. als Mitarbeiter von Ludwig Schwanthaler. Mit zunehmendem Alter verschlechterte sich Christens Geisteszustand, so dass die Aargauer Behörden ihn unter Vormundschaft stellten und vorübergehend in die Irrenanstalt Königsfelden einwiesen. Seine letzten Lebensjahre verbrachte er auf Schloss Thorberg, dem staatlich geführten Altersheim des Kantons Bern.